# مسجد تسينغوني
مسجد تسينغوني هو مسجد في بلدية تسينغوني التابعة لإقليم مايوت الفرنسي. يعود تاريخه إلى القرن السادس عشر، وهو أقدم مسجد في فرنسا حيث بني في عام 1538 ميلادية.
بني المسجد عندما كانت تسينغوني عاصمة لجزيرة مايوت، والطراز المعروف الذي بني به المسجد يدل على تأثير الشيرازيين واللغة السواحلية على الجزيرة. ولا يزال المسجد مركزًا دينيًا مهمًا في جزيرة مايوت ورمزًا للجزيرة.
تم إعادة ترميم المسجد عدة مرات، خاصة في القرن التاسع عشر، في عام 1986 وفي عام 1991 مع بناء مئذنة، ثم في عام 2004. تم تغيير شكل المسجد الأصلي بالترميمات ولكن لا يزال مشابها للنموذج الأصلي. العديد من الأجزاء الرئيسية بقيت كما هي، مثل الباب الشمالي والمحراب المرجاني المنحوت. تم تصنيفه جزئيًا على أنه نصب تاريخي في عام 2012، وقد خضع لأعمال تجديد رئيسية.

## تاريخ البناء

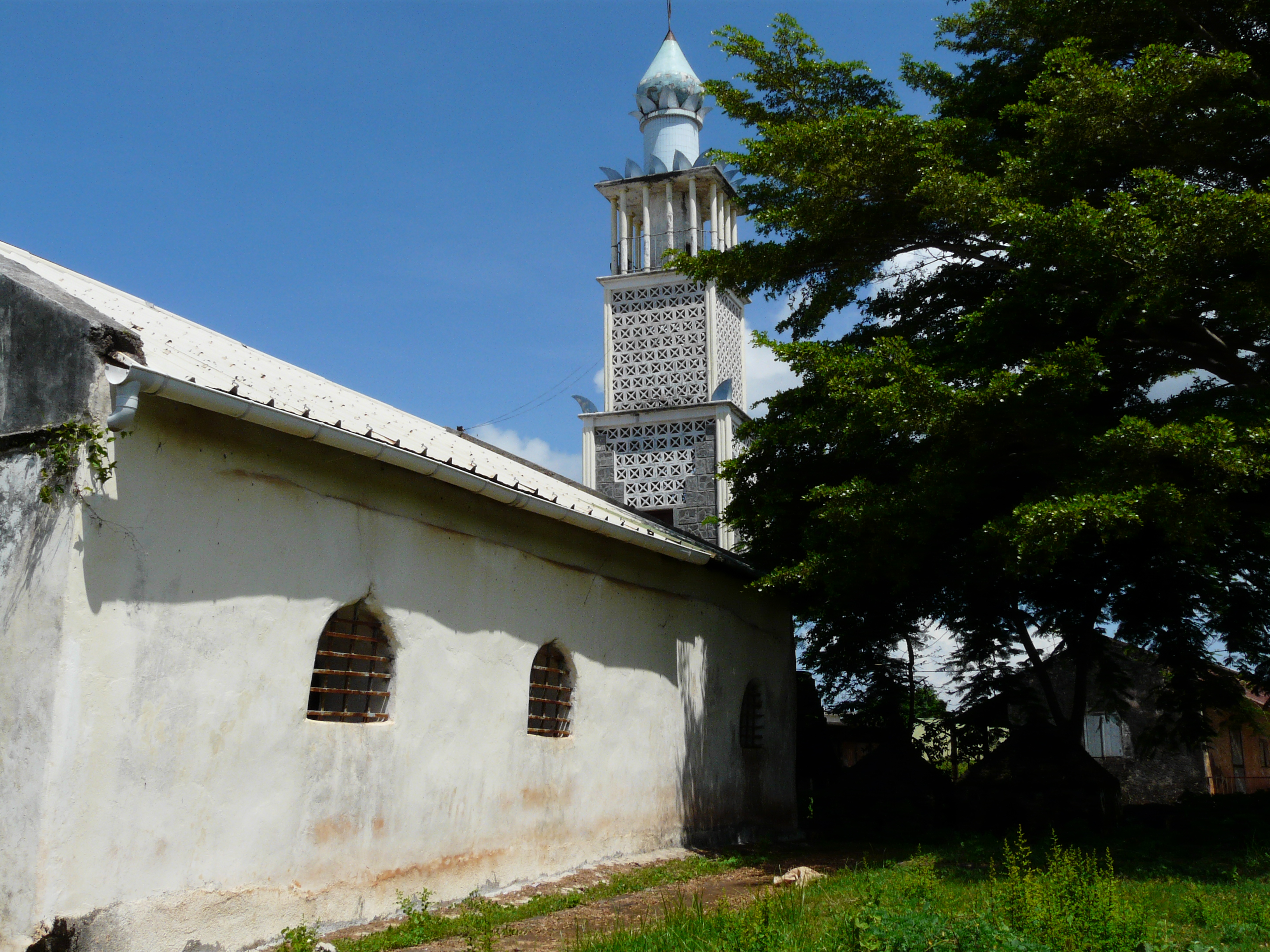
منظر جانبي للمسجد

التاريخ الدقيق لبناء أول مسجد في موقع تسينغوني غير معروف. وجدت الحفريات التي أُجريت في أكتوبر 2016 أن الموقع كان مشغولا في وقت مبكر من القرن الثالث عشر. كما دلّت على وجود مبنى ديني في القرن الرابع عشر. ذُكر المسجد أول مرة في عام 1521 في النصوص القديمة، وقد كشفت الحفريات الأثرية عن عدة طبقات من البناء. أول موعد معروف على وجه اليقين هو تاريخ بناء المحراب، في عام 1538 بأمر من سلطان شيراز علي بن محمد، الذي قام بتزينه وإثرائه كانت تسينغوني آنذاك عاصمة جزيرة مايوت، التي أقيمت في عهد السلطان، ولذلك سمي المسجد بالمسجد الملكي بالقرب من البحر، ولكنه محمي بواسطة نتوء صخري، كان ميناءها نشطًا بين القرن السابع والقرن الخامس عشر. أحاط سور ترابي بالمدينة، والذي تضمن قصرًا ونسيجًا حضريًا من النوع القديم اختفى الآن، ولا يزال موقع السور يشير إلى فصل البلدة القديمة عن الامتداد الحضري في 1980.

## البناء والهندسة المعمارية
تم استيعاب مسجد القرن الرابع عشر من خلال امتدادات متتالية، لا سيما في 1986 و1991 و2004 بهدف الاستجابة للنمو الديموغرافي. تم الحفاظ على العديد من المعالم الأصلية، بما في ذلك المحراب المرجاني المنحوت والمقابر الخارجية. لكن تدهور الموقع حفّز أعمال التجديد الرئيسية منذ عام 2012.

### المسجد الأصلي

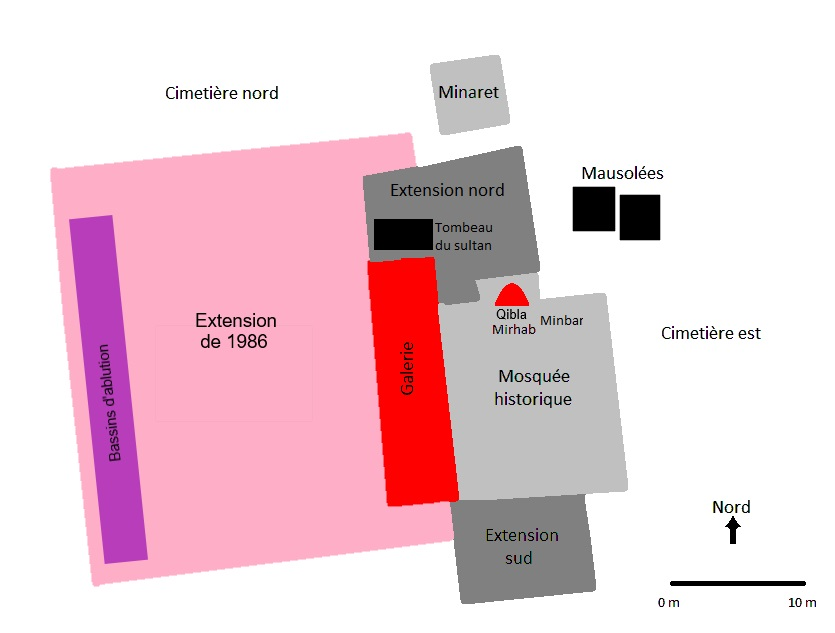
رسم تخطيطي لمسجد تسينغوني، مع امتدادات متتالية وأضرحة شيرازية.

من المحتمل أن يكون المسجد 1538 مسبوقًا بمسجد آخر بني عام 1517م. يرصد 1538 هذا المسجد من الحجر المرجاني والجير المرجانية، مع سقف مسطح (من أجل استرداد مياه الأمطار)، والهندسة المعمارية التقليدية السواحلية، في عام 1860م، وصفه المسافر ألفريد جيفري بأنه مغطى بسقف من أوراق جوز الهند. بعد أن شغل منصب محجر حجري في القرن التاسع عشر، تم إعادة تشكيل النصف الجنوبي الغربي بأكمله بينما تمت إضافة الجملونات لدعم السقف ذي الوجهين.
تم تنظيم المسجد الأصلي مع غرفة للصلاة مستطيلة الشكل، وممرات جانبية وجدران سميكة لدعم وزن الشرفة. فتحة في السقف ونوافذ مظللة أضاءت المسجد. باب واحد فقط، يعلوه قوس وعناصر من الخشب، وعمود لا يزال أصله موجودا. ثم يتم وصول الشمال والغرب، قرب القبلة والمحراب، حيث أعطى سلم الوصول إلى شرفة سقف. يوجد مئذنة - سلم منخفض الارتفاع.
في الداخل، يشتمل جدار القبلة على مكان يُطلق منه الدعوة للصلاة ومئذنة نموذجية للمساجد السواحلية. لم تتغير الخطة الأصلية حتى الثمانينات. توجد المقابر في الشمال والشرق، مع وجود أنواع مختلفة من المقابر، بما في ذلك ضريحان في المقبرة الغربية، مع زخارف غنية، وأفراد من عائلة السلطان، تشبه مقابر العمارة المماثلة الموجودة في المقبرة. أرخبيل لامو، كينيا.

### تمديدات العشرين

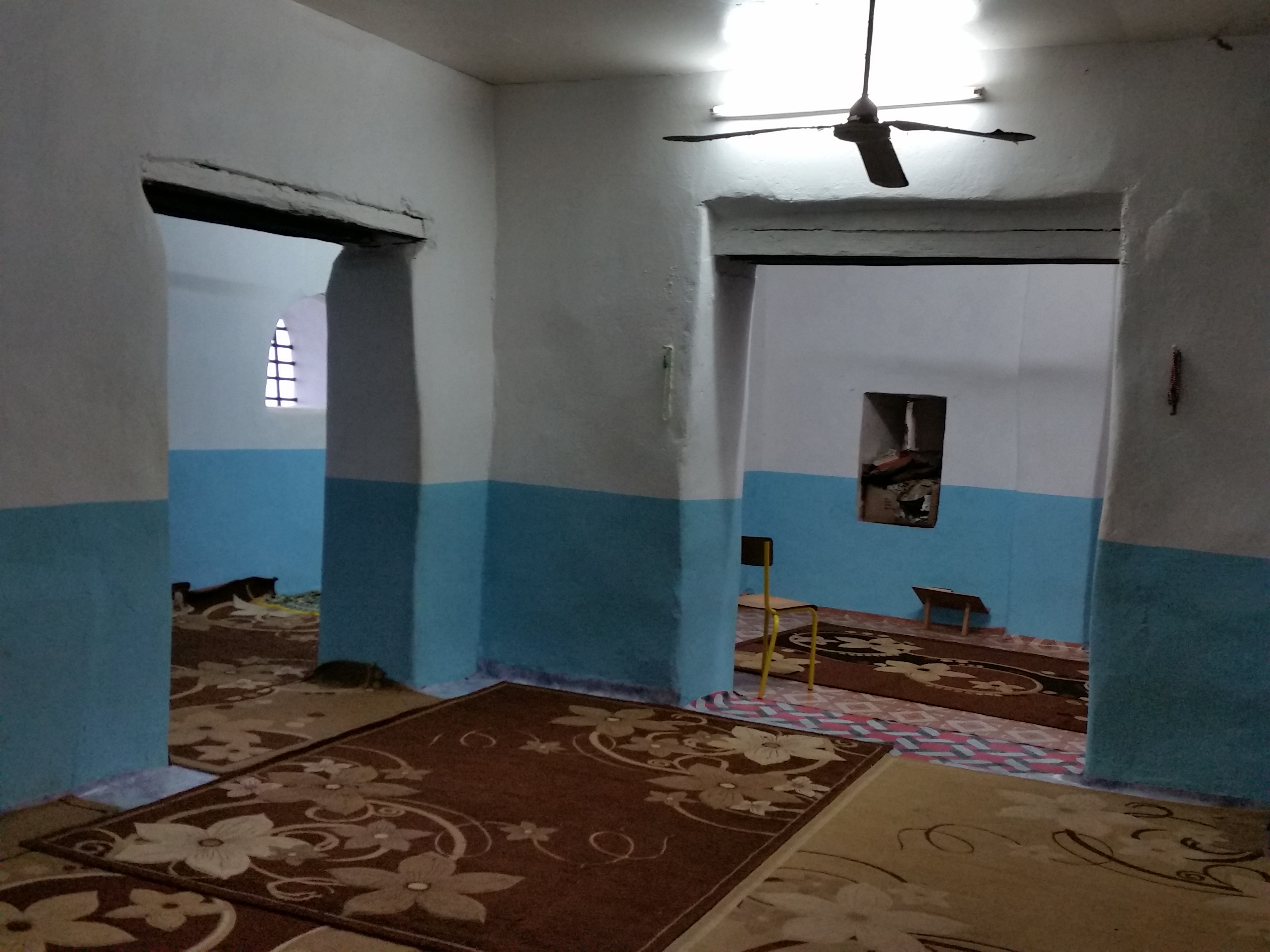
داخل مسجد.
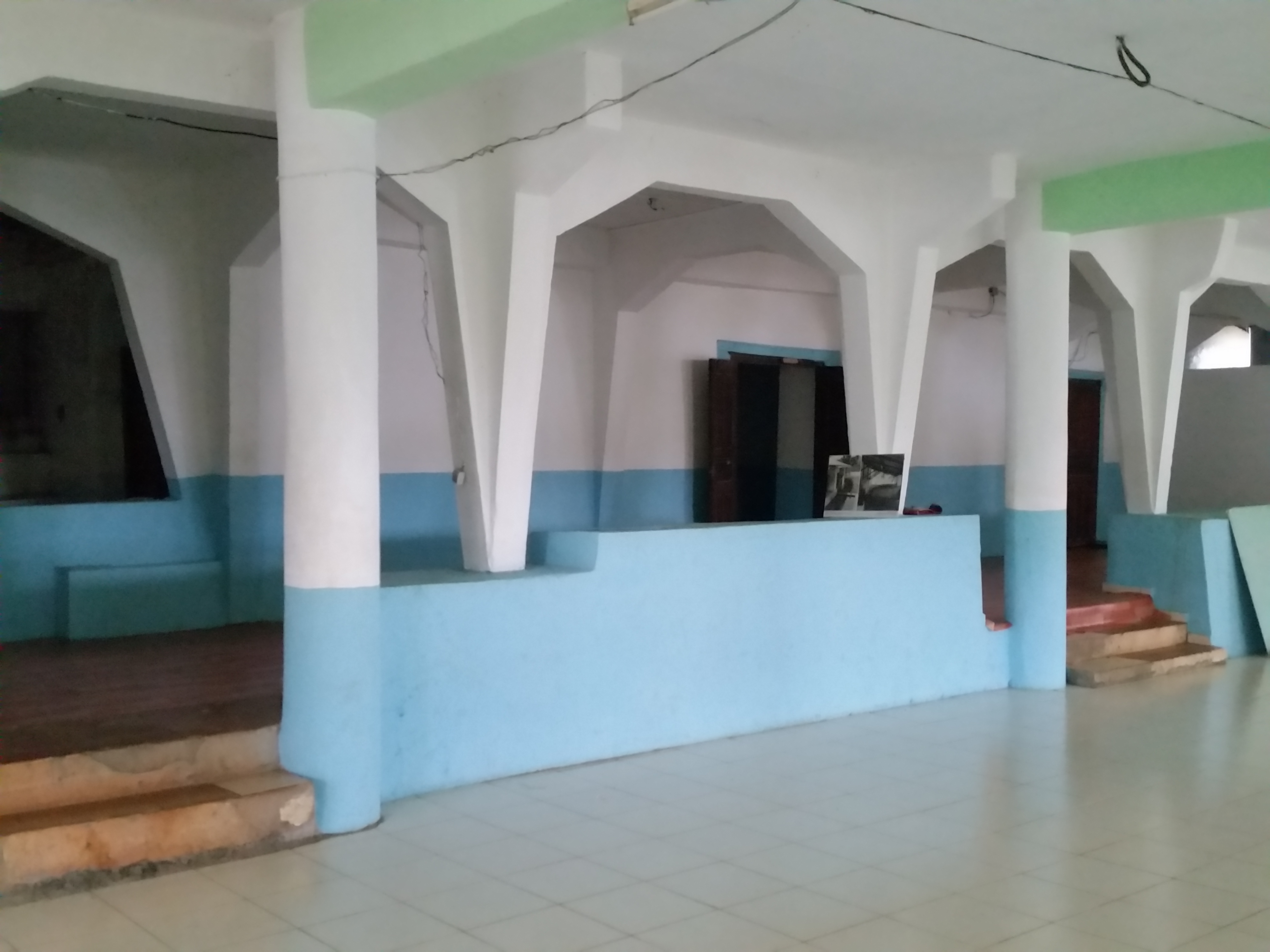
الرواق الداخلي بين المسجد القديم (الأمامي) وامتداده (منطقة القرميد).
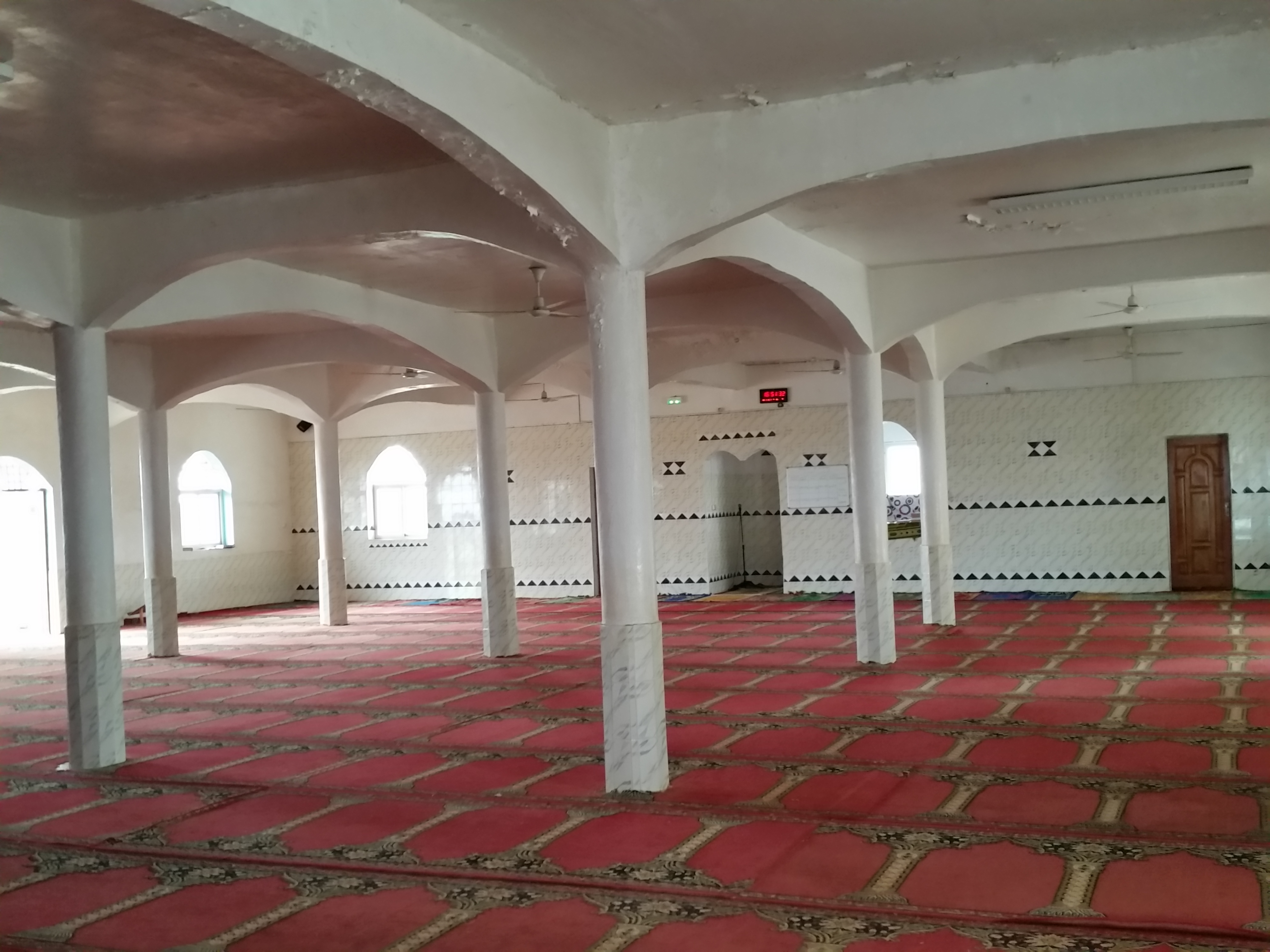
قاعة الصلاة في عام 2004.

يتم توفير الصيانة من قبل المسلمين الذين قاموا في الثمانينات بإعادة تشكيل الغلاف والطلاء الخارجي، ومكان الأذان. كان هذا المسجد لفترة طويلة هو المسجد الوحيد الذي تُقام فيه صلاة الجمعة في جزيرة مايوت، وهو المسجد الرئيسي للجزيرة، والذي حفز الحضور هذا التمديد. في عام 1986، بنى المهندس المعماري أتيلا تشيسيال فناءً مقنطرًا إلى الغرب من المبنى التاريخي لتوسيعه -هدم بعد عشرين عامًا- ومئذنة في الشمال، تم تسليمها في عام 1991 ( تمت إزالة القمر والنجم في الجزء العلوي بسبب وزنهما الثقيل، وتم بناء غرفة صلاة جديدة في عام 2003. في عام 2004، تم بناء مسجد جديد بدلا من الفناء لزيادة قدرة الاستقبال، مع لأول مرة الطابق (غرفة للصلاة من النساء، السابق في الطابق الأرضي أصبح الفصول الدراسية).
كانت هذه الامتدادات التي تم إجراؤها منذ الثمانينات، من أجل تلبية الحضور العالي، غير متناسقة بشكل عام وجعلت عملية الترميم ضرورية لتعزيز الموقع، وهو محاط الآن بنسيج حضري كثيف.